# Movimento Verde-Amarelo
Il Movimento Verde-Amarelo (in italiano Movimento verde-giallo) o verdeamarelismo fu una corrente letteraria sorta in Brasile nel 1926.
Fece parte della galassia dei movimenti culturali del modernismo brasiliano.
Il nome è un chiaro riferimento ai colori della bandiera nazionale.
Nacque in contrapposizione al Manifesto Pau-Brasil di Oswald de Andrade del 1924. A fondare il movimento furono Plínio Salgado, Cassiano Ricardo, Menotti Del Picchia, Guilherme de Almeida e Cândido Mota Filho. Il più importante tratto stilistico della letteratura verdeamarelista fu l'utilizzo del verso libero. Mentre i temi filosofici portanti del movimento furono il patriottismo, il rifiuto di influenze letterarie europee, la difesa delle radici culturali brasiliane, l'esaltazione dei popoli indigeni (in particolare i Tupi), il primitivismo ed il misticismo. 
In seguito, il verdeamarelismo prese il nome di "Grupo da Anta" e come simbolo fu scelto il tapiro, un animale dal significato mitico per la cultura Tupi. Quando Plínio Salgado impresse una direzione più apertamente politica al movimento, Cassiano Ricardo se ne allontanò. All'inizio degli anni '30, molti dei temi verdeamarelisti saranno alla base dell'Integralismo Brasiliano, la dottrina politica d'ispirazione fascista e cattolica ideata da Salgado.

## Scrittori verdeamarelisti
- Plínio Salgado
- Cassiano Ricardo
- Menotti Del Picchia
- Guilherme de Almeida
- Cândido Mota Filho
- Raul Bopp